# Горобец, Валерий Валентинович
Валерий Валентинович Горобец (29 апреля 1967, Одесса, СССР — 1 января 1995, Грозный, Чечня) — старший лейтенант Вооружённых Сил Российской Федерации, участник первой чеченской войны, Герой Российской Федерации (1996).

## Биография
Валерий Горобец родился 29 апреля 1967 года в Одессе в семье майора Советской армии, Вооружённых Сил СССР. В 1984—1988 годах учился в Одесском высшем артиллерийском командном училище имени Фрунзе, после чего проходил службу в артиллерийских частях Северо-Кавказского военного округа. К декабрю 1994 года старший лейтенант Валерий Горобец командовал артиллерийским взводом 33-го мотострелкового полка, 20-й гвардейской мотострелковой дивизии, 8-го гвардейского армейского корпуса.
Участвовал в боях в районе села Комсомольское в декабре 1994 года и был там ранен, но остался в строю. В ходе штурма Грозного 1 января 1995 года, возглавив два миномётных расчёта, Горобец остался прикрывать отход мотострелкового подразделения. Держа под обстрелом улицу, по которой пытались пройти сепаратисты, он не давал им продвинуться. Когда погибли почти все военнослужащие расчётов, Горобец продолжал вести бой в одиночку в течение нескольких часов в полном окружении. Погиб в этом бою.
Указом Президента Российской Федерации от 2 мая 1996 года за «мужество и героизм, проявленные при выполнении специального задания» старший лейтенант Валерий Горобец посмертно был удостоен высокого звания Героя Российской Федерации.